# Плес са звездама
Плес са звездама је српска верзија светски познатог шоуа Strictly come dancing, који је емитован на Првој српској телевизији.

## Ток емисије
Плесни пар чине професионални плесач и позната личност из јавног живота. Парови се такмиче у стандардним и латино плесовима, као и у свим музичко-плесним жанровима: самба, румба, танго, џајв, фокстрот, пасо добле, квикстеп, валцер, бечки валцер.

## Пласмани такмичара
| Сезона | Премијера      | Финале        | Епизоде | Место                             | Место                     | Место                         | Место                               | Водитељи                   |
| ------ | -------------- | ------------- | ------- | --------------------------------- | ------------------------- | ----------------------------- | ----------------------------------- | -------------------------- |
| Сезона | Премијера      | Финале        | Епизоде | Прво                              | Друго                     | Треће                         | Четврто                             | Водитељи                   |
| 1      | 29. март 2014. | 16. јун 2014. | 12      | Иван Михаиловић Марија Мартиновић | Тања Бошковић Марко Мићић | Тања Петровић Марко Васиљевић | Александар Шапић Слађана Иванишевић | Ирина Радовић Алекса Јелић |

## Парови
| Учесник             | Занимање                 | Професионални плесач |
| ------------------- | ------------------------ | -------------------- |
| Тамара Пауновић     | модел                    | Мирко Кнежевић       |
| Милојко Пантић      | спортски коментатор      | Зорана Миљковац      |
| Лена Богдановић     | глумица                  | Никола Томашевић     |
| Игор Лазић Нигор    | певач                    | Јелена Боровић       |
| Саша Видић          | стилиста                 | Ана Мијаиловић       |
| Катарина Шишмановић | ТВ водитељка             | Александар Вељковић  |
| Николија Јовановић  | певачица                 | Игњат Филиповић      |
| Иван Михаиловић     | глумац                   | Марија Мартиновић    |
| Тања Бошковић       | глумица                  | Марко Мићић          |
| Милан Калинић       | водитељ и глумац         | Јелена Коларовић     |
| Тања Петровић       | каратисткиња             | Марко Васиљевић      |
| Александар Шапић    | ватерполиста и политичар | Слађана Иванишевић   |
| Ванеса Шокчић       | певачица                 | Влада Тодоровић      |
| Немеш               | музичар                  | Марија Јовановић     |

## Недељни скорови

### Недеља 1
| Пар                   | Плес              | Музика                                  | Оцене за плес   | Групни плес (Бечки валцер) | Укупно | Статус           |
| --------------------- | ----------------- | --------------------------------------- | --------------- | -------------------------- | ------ | ---------------- |
| Лена и Никола         | Самба             | "Magalenha"—Sergio Mendes               | 28 (7, 7, 7, 7) | 6                          | 34     | Сигурни          |
| Тања Б. и Марко       | Аргентински танго | "Sweet Dreams"                          | 31 (8, 8, 7, 8) | 5                          | 36     | Сигурни          |
| Николија и Игњат      | Ча-ча-ча          | "Pumpin Blood"—NONONO                   | 19 (4, 5, 5, 5) | 4                          | 23     | Дуел             |
| Игор и Јелена         | Самба             | „Мали сигнали"—Наташа Беквалац          | 22 (5, 5, 6, 6) | 2                          | 24     | Сигурни          |
| Немеш и Марија        | Фокстрот          | „Била је тако лијепа"—Драган Стојнић    | 21 (5, 6, 4, 6) | 6                          | 27     | Сигурни          |
| Катарина и Александар | Чарлстон          | "Rock It For Me"—Caravan Palace         | 29 (6, 7, 7, 9) | 4                          | 31     | Сигурни          |
| Тамара и Мирко        | Румба             | „Кукавица"—Цеца                         | 13 (2, 4, 4, 3) | 4                          | 17     | Сигурни          |
| Милојко и Зорана      | Салса             | "Bom Bom"—Sam and the Womp              | 17 (3, 5, 4, 5) | 5                          | 22     | Сигурни          |
| Тања П. и Марко       | Бечки валцер      | "Somebody To Love"—Queen                | 30 (7, 8, 8, 7) | 7                          | 37     | Сигурни          |
| Иван и Марија         | Аргентински танго | "Black Violin"—Gypsy                    | 30 (7, 7, 8, 8) | 6                          | 36     | Сигурни          |
| Милан и Јелена        | Џајв              | „Ђипај"—Сања Илић & Балканика фт. Цвија | 28 (7, 7, 7, 7) | 5                          | 33     | Сигурни          |
| Ванеса и Влада        | Американ смут     | "Set Fire to the Rain"—Adele            | 23 (6, 6, 6, 5) | 3                          | 26     | Сигурни          |
| Саша и Ана            | Пасо добле        | "Carmina Burana"—Carl Orff              | 13 (3, 4, 4, 2) | 3                          | 16     | Дуел Елиминисани |
| Александар и Слађана  | Румба             | „Покажи ми шта знаш"—Жељко Самарџић     | 22 (5, 5, 6, 6) | 4                          | 26     | Сигурни          |

### Недеља 2
| Пар                   | Плес              | Музика                                                     | Оцене за плес   | Групни плес (Баћата) | Укупно | Статус           |
| --------------------- | ----------------- | ---------------------------------------------------------- | --------------- | -------------------- | ------ | ---------------- |
| Тамара и Мирко        | Аргентински танго | "Welcome To Burlesque"—Cher                                | 18 (4, 5, 5, 4) | 5                    | 23     | Дуел Елиминисани |
| Тања П. и Марко       | Самба             | "Livin' La Vida Loca"-Ricky Martin                         | 26 (6, 7, 7, 6) | 7                    | 33     | Сигурни          |
| Игор и Јелена         | Румба             | „Да шутиш"—Дино Мерлин                                     | 24 (6, 6, 6, 6) | 8                    | 32     | Сигурни          |
| Катарина и Александар | Пасо добле        | "Spanish Guitar"—Bo Didley                                 | 25 (6, 6, 7, 6) | 5                    | 30     | Сигурни          |
| Александар и Слађана  | Чарлстон          | „Само мало"—Магнифико                                      | 31 (8, 7, 8, 8) | 9                    | 40     | Сигурни          |
| Немеш и Марија        | Аргентински танго | "Libertango"—Astor Piazzolla                               | 27 (5, 6, 8, 8) | 6                    | 33     | Сигурни          |
| Тања Б. и Марко       | Бечки валцер      | "Game of Thrones Main Theme"                               | 27 (6, 7, 7, 7) | 5                    | 32     | Сигурни          |
| Лена и Никола         | Американ смут     | „Љубави"—Жељко Јоксимовић                                  | 34 (9, 8, 9, 8) | 8                    | 42     | Сигурни          |
| Николија и Игњат      | Џајв              | "Proud Mary"—Tina Turner                                   | 25 (7, 6, 6, 6) | 6                    | 31     | Дуел             |
| Милојко и Зорана      | Пасо добле        | "Carmen"-George Bizet                                      | 23 (7, 6, 5, 5) | 4                    | 27     | Сигурни          |
| Ванеса и Влада        | Линди хоп         | "Ding-dong Daddy of the D-Car Line"—Cherry Poppin' Daddies | 34 (9, 9, 8, 8) | 9                    | 43     | Сигурни          |
| Иван и Марија         | Џајв              | „Хало, драги"—Драгана Мирковић                             | 31 (8, 8, 8, 7) | 7                    | 38     | Сигурни          |
| Милан и Јелена        | Мамбо             | "Para los rumberos"—Santana                                | 25 (6, 6, 6, 7) | 9                    | 34     | Сигурни          |

### Недеља 3
| Пар                                   | Плес              | Музика                                  | Оцене за плес   | Групни плес (Ча-ча-ча) | Укупно | Статус           |
| ------------------------------------- | ----------------- | --------------------------------------- | --------------- | ---------------------- | ------ | ---------------- |
| Тања П. и Марко                       | Фри стајл         |                                         | 33 (8, 9, 8, 8) | 6                      | 39     | Сигурни          |
| Ванеса и Влада                        | Аргентински танго | "Montserrat"—Orquesta Del Plata         | 33 (9, 9, 8, 7) | 3                      | 36     | Сигурни          |
| Игор и Јелена (гост Јелена Стојковић) | Џез               | "Yeah!"—Usher feat. Lil' Jon & Ludacris | 31 (8, 8, 8, 7) | 4                      | 35     | Дуел             |
| Милојко и Зорана                      | Енглески валцер   | „Подлугови"—Здравко Чолић               | 23 (6, 5, 6, 6) | 4                      | 27     | Сигурни          |
| Немеш и Марија                        | Мамбо             |                                         | 21 (5, 5, 6, 5) | 5                      | 26     | Сигурни          |
| Тања Б. и Марко (гост Иван Милеуснић) | Пасо добле        | "Unstoppable"—E.S. Posthumus            | 34 (7, 9, 9, 9) | 5                      | 39     | Сигурни          |
| Лена и Никола                         | Чарлстон          | "Doop (Urge 2 Merge)"—Doop              | 34 (8, 8, 9, 9) | 6                      | 40     | Сигурни          |
| Иван и Марија                         | Ча-ча-ча          | „Минус и плус"—Магазин                  | 32 (8, 8, 8, 8) | 5                      | 37     | Сигурни          |
| Александар и Слађана                  | Пасо добле        | „Најјачи остају"—Генерација 5           | 30 (7, 7, 8, 8) | 6                      | 36     | Сигурни          |
| Катарина и Александар                 | Салса             | "Conga"—Gloria Estefan                  | 25 (5, 6, 7, 7) | 3                      |        | Дуел Елиминисани |
| Милан и Јелена                        | Енглески валцер   | „Сунце љубави"—Џеј                      | 29 (7, 7, 8, 7) | 7                      | 36     | Сигурни          |
| Николија и Игњат                      | Контемпорери      | "If I Lose Myself"—OneRepublic          | 27 (7, 7, 7, 6) | 7                      | 34     | Сигурни          |

### Недеља 4
| Пар                  | Плес         | Музика                              | Оцене за плес       | Групни плес (Квикстеп) | Укупно | Статус           |
| -------------------- | ------------ | ----------------------------------- | ------------------- | ---------------------- | ------ | ---------------- |
| Иван и Марија        | Румба        | „Миракул"-Џибони                    | 32 (7, 8, 8, 9)     | 9                      | 41     | Сигурни          |
| Ванеса и Влада       | Фламенко     | Pirates of the Caribbean Theme Song | 30 (7, 7, 8, 8)     | 6                      | 36     | Сигурни          |
| Тања Б. и Марко      | Џајв         | „Мало појачај радио"-Здравко Чолић  | 32 (7, 8, 8, 9)     | 10                     | 42     | Сигурни          |
| Лена и Никола        | Контемпорери | "Fix You"-Coldplay                  | 40 (10, 10, 10, 10) | 4                      | 44     | Сигурни          |
| Милојко и Зорана     | Џез          | "Get Lucky"-Daft Punk               | 16 (1, 4, 6, 5)     | 8                      | 24     | Сигурни          |
| Тања П. и Марко      | Ча-ча-ча     | "Respect"-Aretha Franklin           | 29 (6, 7, 8, 8)     | 9                      | 38     | Сигурни          |
| Милан и Јелена       | Фри стајл    | "Smooth Criminal"-Michael Jackson   | 39 (10, 10, 10, 9)  | 6                      | 45     | Сигурни          |
| Игор и Јелена        | Мамбо        | "Volim, Volim Žene"-Riblja Čorba    | 22 (4, 5, 7, 6)     | 3                      | 25     | Дуел             |
| Александар и Слађана | Џајв         | „Кажу"-Дубиоза Колектив             | 24 (5, 6, 7, 6)     | 6                      | 30     | Сигурни          |
| Марија и Немеш       | Пасо добле   |                                     | 28 (6, 7, 8, 7)     | 7                      | 35     | Дуел Елиминисани |
| Николија и Игњат     | Фри стајл    | "Beautiful Liar"-Beyonce & Shakira  | 34 (9, 9, 8, 8)     | 7                      | 41     | Сигурни          |

### Недеља 5
| Пар                  | Плес              | Музика                                   | Оцене за плес     | Групни плес (Бечки валцер) | Укупно | Статус                |
| -------------------- | ----------------- | ---------------------------------------- | ----------------- | -------------------------- | ------ | --------------------- |
| Милан и Јелена       |                   |                                          |                   |                            |        | Одустали због повреде |
| Лена и Никола        | Румба             | „Краљ поноћи"-Ана Бекута                 | 27 (5, 6, 8, 8)   | 7                          | 34     | Сигурни               |
| Тања П. и Марко      | Аргентински танго | „Ђурђевдан"-Гордана Лазаревић            | 32 (7, 7, 8, 9)   | 10                         | 42     | Сигурни               |
| Иван и Марија        | Свинг             | „Боли ме уво за све"-Лепа Брена          | 35 (9, 9, 8, 9)   | 6                          | 41     | Сигурни               |
| Милојко и Зорана     | Баћата            | „Миљацка"-Халид Бешлић                   | 23 (5, 5, 6, 7)   | 5                          | 28     | Дуел Елиминисани      |
| Николија и Игњат     | Бечки валцер      | „Краљица туге"-Весна Змијанац            | 36 (9, 9, 9, 9)   | 9                          | 45     | Сигурни               |
| Тања Б. и Марко      | Американ смут     | „Гељан даде"-Шабан Бајрамовић            | 36 (9, 8, 9, 10)  | 10                         | 46     | Сигурни               |
| Ванеса и Влада       | Самба             | „Питају ме у мом крају"-Драгана Мирковић | 32 (7, 8, 8, 9)   | 7                          | 39     | Дуел                  |
| Александар и Слађана | Фри стајл         | „Зајди, зајди"-Јелена Томашевић          | 37 (10, 10, 9, 8) | 6                          | 43     | Сигурни               |
| Игор и Јелена        | Ча-ча-ча          | „Врати ми се, несрећо"-Милиграм          | 27 (6, 7, 7, 7)   | 6                          | 33     | Сигурни               |

### Недеља 6
| Пар                            | Плес              | Музика                                         | Оцене за плес      | Групни плес (Танго) | Укупно | Статус           |
| ------------------------------ | ----------------- | ---------------------------------------------- | ------------------ | ------------------- | ------ | ---------------- |
| Игор и Јелена                  | Џајв              | "Everybody Needs Somebody"-Blues Brothers      | 25 (5, 6, 7, 7)    | 1                   | 26     | Сигурни          |
| Ванеса и Влада                 | Енглески валцер   | „А сад адио"-Врућ ветар                        | 30 (7, 7, 8, 8)    | 2                   | 32     | Дуел             |
| Тања П. и Марко                | Чарлстон          | "Bang Bang"-Will.I.Am (The Great Gatsby)       | 39 (10, 9, 10, 10) | 7                   | 46     | Сигурни          |
| Тања Б. и Марко                | Чарлстон          | "Cabaret"-Liza Minnelli                        | 34 (8, 8, 9, 9)    | 8                   | 42     | Сигурни          |
| Лена и Мирко (Никола повређен) | Аргентински танго | Тема из филма „Балкански шпијун“               | 38 (9, 9, 10, 10)  | 5                   | 43     | Сигурни          |
| Александар и Слађана           | Салса             | "You Should Be Dancing"-Bee Gees               | 26 (6, 6, 7, 7)    | 3                   | 29     | Сигурни          |
| Николија и Игњат               | Џајв              | „Калашњиков"-Горан Бреговић                    | 34 (8, 8, 9, 9)    | 6                   | 40     | Дуел Елиминисани |
| Иван и Марија                  | Квикстеп          | "Crazy In Love"-Emeli Sandé (The Great Gatsby) | 38 (9, 9, 10, 10)  | 4                   | 42     | Сигурни          |

### Недеља 7
| Пар                  | Плес     | Музика                                                | Оцене за плес       | Оцене за дуел | Укупно | Статус             |
| -------------------- | -------- | ----------------------------------------------------- | ------------------- | ------------- | ------ | ------------------ |
| Ванеса и Влада       | Фокстрот | "Dear Darlin'"-Olly Murs                              | 28 (8, 6, 7, 7)     | 0             | 28     | Дуел               |
| Лена и Мирко         | Ча-ча-ча | "When Love Takes Over"-David Guetta Ft. Kelly Rowland | 29 (8, 6, 7, 8)     | 3             | 32     | Дуел Елиминисани   |
| Иван и Марија        | Самба    | "Love is in the air"                                  | 37 (10, 9, 9, 9)    | 0             | 37     | Сигурни            |
| Тања П. и Марко      | Румба    | „Од када тебе волим"-Бајага                           | 40 (10, 10, 10, 10) |               | 40     | Сигурни (имунитет) |
| Игор и Јелена        | Фристајл | "Feel So Close"-Calvin Harris                         | 38 (9, 9, 10, 10)   | 3             | 41     | Сигурни            |
| Тања Б. и Марко      | Фокстрот | "I Love You Baby"-Frank Sinatra                       | 37 (10, 9, 9, 9)    | 3             | 40     | Сигурни            |
| Александар и Слађана | Танго    | "Doris Day"-Perhaps, perhaps, perhaps                 | 36 (9, 9, 9, 9)     | 0             | 36     | Сигурни            |

### Недеља 8
| Пар                  | Плес         | Музика                                       | Оцене за плес     | Групни плес        | Укупно | Статус           |
| -------------------- | ------------ | -------------------------------------------- | ----------------- | ------------------ | ------ | ---------------- |
| Игор и Јелена        | Бечки валцер | "I Put a Spell on You"-Screamin' Jay Hawkins | 27 (6, 6, 8, 7)   | 38 (10, 9, 9, 10)  | 65     | Дуел Елиминисани |
| Ванеса и Влада       | Пасо добле   | „Не тиче ме се"-Магазин                      | 35 (8, 9, 9, 9)   | 38 (10, 9, 9, 10)  | 73     | Дуел             |
| Александар и Слађана | Ча-ча-ча     | "U Can't Touch This"-Mc Hammer               | 25 (5, 6, 7, 7)   | 38 (10, 9, 9, 10)  | 63     | Сигурни          |
| Иван и Марија        | Бечки валцер | „Није љубав ствар"-Жељко Јоксимовић          | 34 (7, 9, 9, 9)   | 39 (10, 10, 9, 10) | 73     | Сигурни          |
| Тања П. и Марко      | Салса        | "Shake Senora"-Pitbull T-Pain Sean Paul      | 38 (9, 9, 10, 10) | 39 (10, 10, 9, 10) | 77     | Сигурни          |
| Тања Б. и Марко      | Фристајл     | "Can You Do This"-Aloe Blacc                 | 37 (10, 8, 9, 10) | 39 (10, 10, 9, 10) | 76     | Сигурни          |

### Недеља 9
| Пар                  | Плес          | Музика                               | Оцене за плес     | Групни плес (Пасо добле) | Укупно | Статус           |
| -------------------- | ------------- | ------------------------------------ | ----------------- | ------------------------ | ------ | ---------------- |
| Ванеса и Влада       | Самба         | „Недостајеш ми ти"-Оливер Драгојевић | 34 (8, 8, 9, 9)   | 4                        | 38     | Дуел Елиминисани |
| Иван и Марија        | Контемпорери  | „Плава птица"-Разни извођачи         | 32 (5, 9, 9, 9)   | 1                        | 33     | Сигурни          |
| Тања П. и Марко      | Фламенко      | „Што ми значиш ти"-Емилиа            | 38 (9, 9, 10, 10) | 3                        | 41     | Дуел             |
| Тања Б. и Марко      | Румба         | "La Vie En Rose"-Grace Jones         | 30 (3, 8, 9, 10)  | 5                        | 35     | Сигурни          |
| Александар и Слађана | Американ смут | „За моју Милицу"-Староградска песма  | 33 (8, 8, 9, 8)   | 2                        | 35     | Сигурни          |

### Недеља 9 (полуфинале)
| Пар                  | Плес         | Музика                                                    | Оцене за плес     | Оцене за дуел       | Укупно | Статус           |
| -------------------- | ------------ | --------------------------------------------------------- | ----------------- | ------------------- | ------ | ---------------- |
| Александар и Слађана | Самба        | "Gasolina"-Daddy Yankee                                   | 27 (6, 6, 8, 7)   | 39 (9, 10, 10, 10)  | 66     | Дуел Елиминисани |
| Тања Б. и Марко      | Бечки валцер | "I Will Always Love You"-Whitney Houston (Пева Ана Кокић) | 35 (7, 9, 9, 10)  | 39 (9, 10, 10, 10)  | 74     | Дуел             |
| Иван и Марија        | Танго        | "Dirty Diana"-Michael Jackson (Пева Кнез)                 | 37 (8, 9, 10, 10) | 40 (10, 10, 10, 10) | 77     | Сигурни          |
| Тања П. и Марко      | Контемпорери | "Heart cry"-Drehz                                         | 34 (7, 8, 10, 9)  | 40 (10, 10, 10, 10) | 74     | Сигурни          |

### Недеља 10 (финале)
| Пар             | Плес     | Музика                                                                 | Оцене за први плес  | Оцене за други плес | Укупно | Статус      |
| --------------- | -------- | ---------------------------------------------------------------------- | ------------------- | ------------------- | ------ | ----------- |
| Тања П. и Марко | Шоу денс | "What A Feeling"-Flashdance (Пева Ана Кокић)                           | 36 (9, 9, 9, 9)     |                     |        | Треће место |
| Иван и Марија   | Фристајл | "Beneath Your Beautiful"-Labrinth feat. Emeli Sandé (Пева Жељко Шашић) | 40 (10, 10, 10, 10) | 40 (10, 10, 10, 10) | 80     | Прво место  |
| Тања Б. и Марко | Шоу денс | "I Wanna Dance With Somebody"-Whitney Houston (Пева Гоца Тржан)        | 36 (8, 9, 9, 10)    | 39 (9, 10, 10, 10)  | 75     | Друго место |